# 帕勒姆 (密西西比州)
帕勒姆（英語：Parham）是位於美國密西西比州門羅縣的非建制地區。

## 地理
帕勒姆所處的海拔為高於海平面150米（即492英呎），而該地所採用的時區為UTC-6，即北美中部時區（CST）。同時該地設有夏令時間，為UTC-6調快一小時，即UTC-5（CDT）。